# Тімлюй
Тімлюй (рос. Тимлюй) — село Кабанського району, Бурятії Росії. Входить до складу Міського поселення Кам'янське.
Населення — 730 осіб (2015 рік).